# Nikita Konstantinovič Dobrynin
Nikita Konstantinovič Dobrynin in russo Никита Константинович Добрынин?, soprannominato "il bigotto" (Пустосвят) dai suoi detrattori (... – Mosca, 1682) è stato un religioso russo.

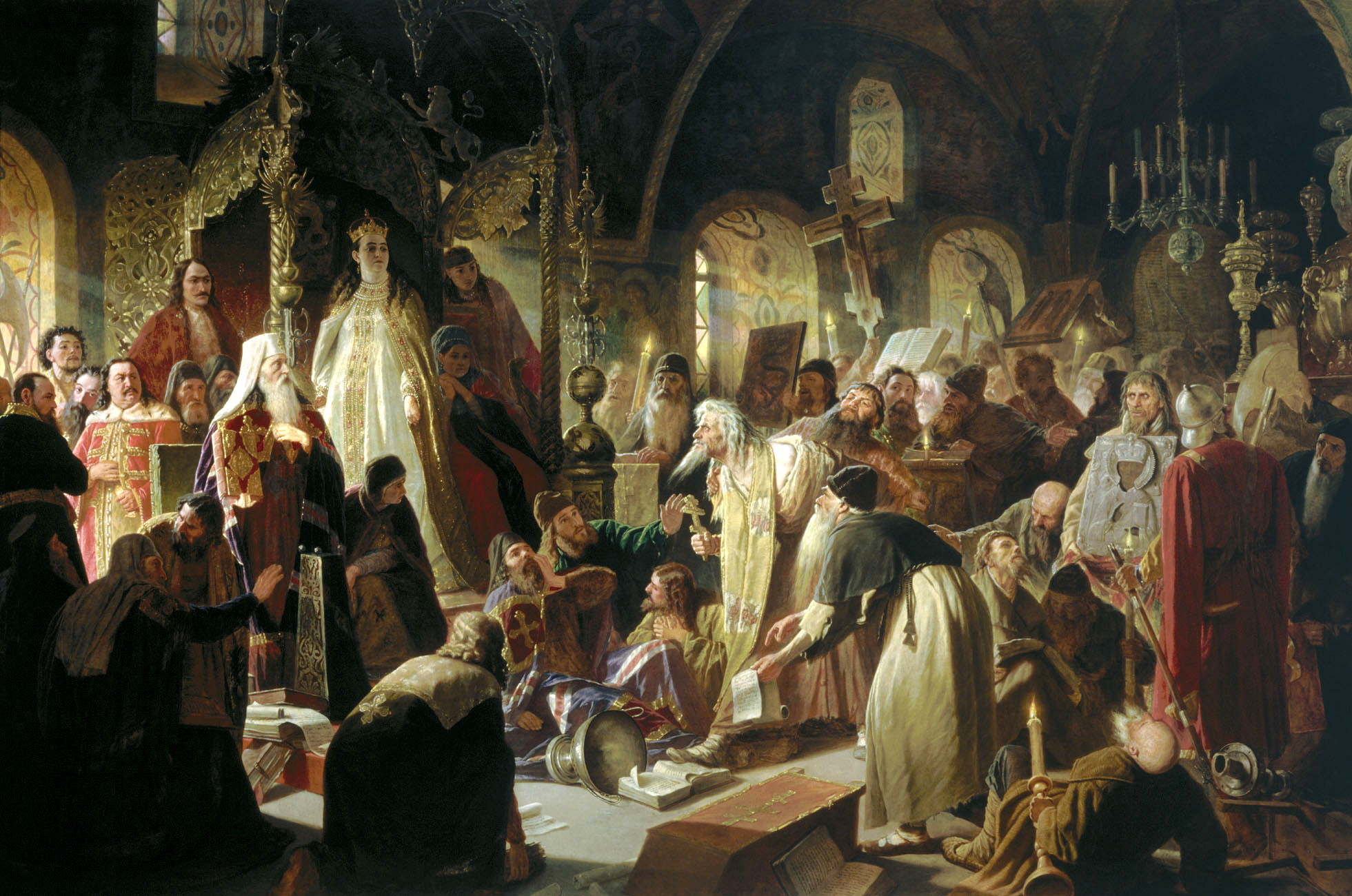
Nikita Dobrynin discute sui precetti della religione di Vasilij Perov (1880-81)

Pope di Suzdal, partecipò alla stampa e all'edizione di opere liturgiche durante il patriarcato di Giuseppe.

## Biografia
Giunto a Mosca nel 1659, Nikita inviò ai vertici ecclesiastici una lamentela contro Stefan, Arcivescovo di Suzdal, da lui accusato di essersi allontanato dall'ortodossia. Quando Stefan fu assolto, Nikita denunciò l'operato di quest'ultimo direttamente allo Zar Alessio I.
Dopo le Riforme ecclesiastiche volute dal patriarca Nikon aderì al movimento religioso dei Vecchi Credenti diventandone uno dei punti di riferimento durante il Raskol.
Arrestato nel 1665 fu colpito da anatema, insieme alle opere che aveva contribuito a stampare, dal Concilio svoltosi quello stesso anno. Abiurò la Vecchia Fede nel 1667, riappacificandosi con le gerarchie della Chiesa ortodossa russa. Nel 1682, durante la Rivolta di Mosca appoggiò come altri Vecchi Credenti gli Strel'cy, che, tra i loro obiettivi, avevano incluso l'annullamento delle riforme nikoniane. Il 5 luglio di quello stesso anno difese e promulgò le proprie posizioni religiose davanti allo zar, senza sortire tuttavia gli effetti sperati. Tradito dagli Strel'cy fu catturato e decapitato.